# Bagnolo San Vito
Bagnolo San Vito es una localidad y comune italiana de la provincia de Mantua, región de Lombardía, con 5.589 habitantes.

## Evolución demográfica
| Gráfica de evolución demográfica de Bagnolo San Vito entre 1861 y 2001 |
|                                                                        |
| Fuente ISTAT - elaboración gráfica de Wikipedia                        |